# Penitenciarul Giurgiu
Penitenciarul Giurgiu este o unitate de detenție aflată în nord-vestul municipiului Giurgiu, pe drumul național 58. Directorul actual al unității este procurorul Adrian Dicu.
Construcția penitenciarului a început în anul 1994 iar în anul 2000 a început angajarea personalului unității. Capacitatea de cazare este de aproape 1500 de deținuți,
penitenciarul fiind considerat unul dintre cele mai moderne din România.